# 城市露台 (加利福尼亞州)
城市露台（英語：City Terrace）是位於美國加利福尼亞州洛杉磯縣的一個非建制地區。該地的面積和人口皆未知。

## 地理
城市露台的座標為34°03′10″N 118°10′55″W / 34.05278°N 118.18194°W，而該地的平均海拔高度為139米（即456英尺）。